# Kasai (Hyōgo)
Pour les articles homonymes, voir Kasai.
Kasai (加西市, Kasai-shi) est une ville située dans la préfecture de Hyōgo, au Japon.

## Géographie

### Situation
Kasai est située dans le centre de la préfecture de Hyōgo.

### Démographie
Au 31 mars 2023, la population de Kasai s'élevait à 42 093 habitants, répartis sur une superficie de 150,22 km2,.

## Histoire
Kasai a acquis le statut de ville en 1967.

## Culture locale et patrimoine
- Ichijō-ji
- Sagami-ji

## Transports
La ville est desservie par la ligne Hōjō de la compagnie privé Hōjō Railway.

## Jumelage
Kasai est jumelée avec Pullman (État de Washington) aux États-Unis.